# Тит Адитан Секунд
Тит Адитан Секунд (лат. Titus Haditanus Secundus) — политический деятель раннего Средневековья (V век).
Его имя известно лишь по надписи на предназначавшемся ему сидение в амфитеатре Флавиев. Согласно надписи он был префектом Рима.
После падения Западной Римской империи у целого ряда префектов города Рима невозможно определить точную дату пребывания в должности, известно лишь, что они были префектами до 483 года, одним из них был и Адитан Секунд.